# Ptychadena bibroni
Ptychadena bibroni är en groddjursart som först beskrevs av Hallowell 1845.  Ptychadena bibroni ingår i släktet Ptychadena och familjen Ptychadenidae. IUCN kategoriserar arten globalt som livskraftig. Inga underarter finns listade i Catalogue of Life.